# Salavan (khwaeng)
Salavan (Laotiaans: ສາລະວັນ) is een provincie van Laos. De hoofdstad Salavan is tevens de hoofdstad van het gelijknamige district. Het ligt in het zuiden van het land. De provincie bestaat uit acht districten, waarvan Salavan, Lao Ngaam en Khongsedone de belangrijkste zijn. Andere districten zijn Wapi, Nakhonepheng, Toumlahn, Ta Oy, en Samuoy.
De provincie is in de jaren 70 gevormd uit de eerdere provincies Salavan en Wapi-Khamtong, waarna begin jaren tachtig de provincie Sekong afgesplitst is. De provincie staat in de rest van het land ongunstig bekend vanwege het voorkomen van zwarte magie. De grootste etnische groeperingen in de provincie zijn de Kataang, de Tai Lao, en de Ta Oy. Het totaal aantal etnische groepen bedraagt meer dan 30.